# 親長卿記
『親長卿記』（ちかながきょうき）は、室町時代後期の公家・甘露寺親長の日記。当時の政治状況や社会・経済の動向を知る上での貴重な史料となっている。
記載時期は文明2年9月2日（1470年9月26日）から始まり、明応7年（1499年）8月までの部分が現存する。それ以前の応仁元年（1467年）以降の部分は応仁の乱によって焼失したことが現存部分の冒頭に記されている。終盤は明応6年9月16日（1497年10月11日）条に「これ以後は書き記さず、たびたび勅問の事などこれあらば、少々注す」と書かれており、同年および翌年の記事は簡潔に散発的に書かれているのみである。数種の別記も現存する。
筆者である甘露寺親長は嘉吉3年（1443年）南朝遺臣が宮中に乱入して三種の神器を奪おうとした禁闕の変で自ら太刀を抜いて応戦した人物。学識豊富で有職に通じており、後花園天皇・後土御門天皇2代に渡って深い信頼を受け、長く賀茂伝奏も務めた。このような経歴から、上下賀茂神社間の争いに関わる話や、事実上中世最後となった文正元年（1466年）の大嘗会に関する記事、公家と武家（室町幕府）の関係、応仁の乱の経緯、頻発した土一揆の様子、さらに普段の公家の生活などが詳細に記されており、同時代を知る上での一級史料といえる。
『増補史料大成』所収。